# Lituanie au Concours Eurovision de la chanson 2025
La Lituanie est l'un des trente-sept pays participants du Concours Eurovision de la chanson 2025, qui se tient du 13 au 17 mai 2025 à Bâle en Suisse.

Le pays est représenté par le groupe Katarsis, avec sa chanson Tavo akys.

## Sélection
La Lituanie confirme sa participation à l'Eurovision 2025 le 13 juin 2024, malgré une pétition déposée par l'eurodéputé Petras Gražulis appelant le pays à se retirer. Comme l'année précédente, le représentant et sa chanson sont sélectionnés au moyen de l'émission Eurovizija.LT.

### Format
Quarante-cinq chansons participent à la présélection, réparties dans cinq demi-finales. Les résultats de chaque émission sont déterminés à parts égales par un jury de professionnels et par les votes du public lituanien. À l'issue de chaque demi-finale, les deux chansons arrivées en tête des votes se qualifient pour la finale. La production se réserve le droit de repêcher une chanson initialement éliminée.

Lors de la finale, les trois chansons arrivées en tête se font finalement départager par les votes du public.
Les six soirées sont présentées par Gabrielė Martirosian, Nombeko Augustė et Rimvydas Černiauskas.

### Participants
La période de candidatures dure du 13 août au 11 novembre 2024. La liste des participants est révélée par LRT le 11 décembre 2024. 
Le 13 décembre 2024, il a été annoncé qu'Evelina Gancewska se retirait de la compétition, car sa chanson Aurora participait à la sélection nationale croate, avec une différente interprète. Le règlement ne permettant pas à une chanson de participer à deux sélections nationales différentes, Evelina Gancewska est remplacée par Austėja Lukaitė, avec la chanson Kas esu be tavęs?.

Finalement, Austėja Lukaitė n'a pas pu se présenter au tournage de sa demi-finale, en raison d'une grippe. Elle n'est pas remplacée.
- Chanson gagnante
- Chanson retirée

| Artiste             | Titre                   | Langue             | Auteur(s)                                                                          |
| ------------------- | ----------------------- | ------------------ | ---------------------------------------------------------------------------------- |
| Aistay              | Meilę sapnavau          | Lituanien          | Aistė Tomkevičiūtė-Pajaujienė, Monika Arbutavičienė                                |
| Amari               | Sirens Call             | Anglais            | Paulius Stanulionis, Vitalij Puzyriov, Marija Jogminė                              |
| Amoralu             | Freedom                 | Anglais            | Lukrecija Vasiliauskaitė, Viktorija Krivickaitė, Rokas Mikaliūnas, Deimantas Tumas |
| Anyanya             | Running Out of Time     | Anglais            | Anyanya Udongwo, Serhij Jeromenko, Timothy Akuboh, Judah Chima                     |
| Austėja Lukaitė     | Kas esu be tavęs?       | Lituanien          | Žilvinas Žusinas                                                                   |
| Black Biceps        | Visaip man reik         | Lituanien, anglais | Vitalij Valentinovič                                                               |
| Donata              | Empower                 | Anglais            | Ylva Persson, Linda Persson, Janne Hyöty                                           |
| Euften              | Goodbye Hell            | Anglais            | Rafael Artesero, José Juan Santana, Elvinas Skliutas                               |
| Evelina Gancewska   | Aurora                  | Anglais            | Valentina Gyerek, Ylva Persson, Linda Persson                                      |
| Ewa                 | Tell Me Lie             | Anglais            | Eva Navickaitė                                                                     |
| Freya Alley         | Lalala                  | Anglais            | Kamilė Balčytytė, Laurence Hobbs                                                   |
| Gebrasy             | Whole                   | Anglais            | Titas Astafejevas, Audrius Petrauskas                                              |
| Gøya                | After Storm             | Anglais            | Marija Grabštaitė                                                                  |
| Godo Yorke          | <3 neparodai            | Lituanien          | Goda Sasnauskaitė, Paulius Večeris, Jokūbas Tulaba, Pedro Joaquim Borges           |
| Halummi             | The Flame               | Anglais            | Jonas Lapinas, Kotryna Zaskevičiūtė, Pablo Lago                                    |
| Hansanova           | Leilydo                 | Lituanien          | Giedrius Balčiūnas                                                                 |
| Ieva Zasimauskaitė  | Don't You Ever Leave Me | Anglais            | Ieva Zasimauskaitė, Donatas Kelmelis                                               |
| Indrė & Laimonas    | Namo                    | Lituanien          | Stanislavas Stavickis-Stano                                                        |
| Jokūbas Jankauskas  | Far Away                | Anglais            | Jokūbas Jankauskas                                                                 |
| Joseph June         | Ko man nesakei          | Lituanien          | Vytautas Gumbelevičius                                                             |
| Justė Baradulinaitė | Tired                   | Anglais            | Titas Astaf, Audrius Petrauskas, Justė Baradulinaitė                               |
| Justinas            | Alright                 | Anglais            | Titas Astaf, Audrius Petrauskas                                                    |
| Káro                | Love Bug                | Anglais            | Karolė Virbickaitė, Peder Etholm Idsoe                                             |
| Katarsis            | Tavo akys               | Lituanien          | Lukas Radzevičius                                                                  |
| Liepa               | Ar mylėtum              | Lituanien          | Elena Jurgaitytė, Nombeko Augustė Khotseng                                         |
| Lion Ceccah         | Drobė                   | Lituanien          | Tomas Alenčikas, Aurimas Galvelis                                                  |
| Lit                 | You're Not Alone        | Anglais            | Justinas Chachlauskas, Raigardas Tautkus, Frederik Nnaji                           |
| Mantas Ben          | Svajonės po 12          | Lituanien          | Mantas Bendžius                                                                    |
| Mario Junes         | Bury Me                 | Anglais            | Marius Kijauskas, Faustas Venckus                                                  |
| Matas Ligeika       | Saulė                   | Lituanien          | Matas Ligeika, Nombeko Augustė Khotseng, Rokas Jančiauskas                         |
| Matt Len            | Not Alone               | Anglais            | Matas Lenktis, Vitalij Rodevič                                                     |
| Meidė               | Gyvatės                 | Lituanien          | Meidė Šlamaitė, Paulius Vaicekauskas                                               |
| Noy                 | Just Take Me on a Date  | Anglais            | Nojus Žebrauskas, Alvydas Mačiulskas                                               |
| Ofelija             | Širdelė                 | Lituanien          | Liepa Maknavičiūtė                                                                 |
| Petunija            | Į saldumą               | Lituanien          | Kęstutis Vaitkevičius, Agnė Šiaulytė-Vaitkevičė                                    |
| Queens of Roses     | Taip!                   | Lituanien          | Elena Jurgaitytė, Nombeko Augustė Khotseng                                         |
| Rūta Budreckaitė    | Tai kur namai           | Lituanien          | Dovydas Lazdinis, Rūta Budreckaitė                                                 |
| Siga                | Walking with My Shadow  | Anglais            | Sigita Jonynaitė-Žostautienė                                                       |
| Sophie Ali          | The Bluest Bell         | Anglais            | Gytis Valickas, Jokūbas Tulaba, Sophie Ali                                         |
| Sun Francisco       | Atsimerkt               | Anglais            | Giedrė Ivanova, Maksimas Ivanovas                                                  |
| The Ditties         | Zui zu bi               | Lituanien          | Veronika Čičinskaitė-Golovanova                                                    |
| Thomas G            | Highest Goals           | Anglais            | Tomas Gailiūnas, Dovydas Lazdinis                                                  |
| Tomas Dirgėla       | Pašok                   | Lituanien          | Tomas Gailiūnas, Dovydas Lazdinis                                                  |
| Ustin               | You're the One          | Anglais            | Justinas Mejeris, Salomėja Vaisiūnaitė                                             |
| Viktorija Faith     | Scary Beautiful         | Anglais            | Amy Tjasink, Aidan O'Connor, Oskar Levin                                           |
| Vilija              | Liesti negalima         | Lituanien          | Vilija Matačiūnaitė                                                                |

### Demi-finales
Les cinq demi-finales sont pré-enregistrées dans les studios de la LRT. Neuf chansons participent à chacune d'entre elles, à l'exception de la deuxième où, à la suite du retrait d'Austėja Lukaitė, seules huit chansons sont présentes.

Toutes les chansons sont soumises au vote d'un jury et du public lituanien; les deux chansons arrivées en tête à l'issue de chaque soirée sont qualifiées pour la finale. Enfin, deux chansons ayant manqué de peu la qualification sont repêchées et rejoignent les dix finalistes.
- Chanson qualifiée
- Chanson repêchée

| Ordre | Artiste             | Titre               | Jury (50%) | Télévote (50%) | Télévote (50%) | Total | Place |
| Ordre | Artiste             | Titre               | Jury (50%) | Voix           | Points         | Total | Place |
| ----- | ------------------- | ------------------- | ---------- | -------------- | -------------- | ----- | ----- |
| 1     | Lit                 | You're Not Alone    | 6          | 297            | 4              | 10    | 6     |
| 2     | Mantas Ben          | Svajonės po 12      | 8          | 384            | 6              | 14    | 3     |
| 3     | Rūta Budreckaitė    | Tai kur namai       | 4          | 706            | 8              | 12    | 5     |
| 4     | Anyanya             | Running Out of Time | 12         | 1 058          | 12             | 24    | 1     |
| 5     | Aistay              | Meilę sapnavau      | 2          | 55             | 2              | 4     | 9     |
| 6     | Ewa                 | Tell Me Lie         | 7          | 442            | 7              | 14    | 4     |
| 7     | Viktorija Faith     | Scary Beautiful     | 5          | 159            | 3              | 8     | 7     |
| 8     | Justė Baradulinaitė | Tired               | 10         | 827            | 10             | 20    | 2     |
| 9     | Euften              | Goodbye Hell        | 3          | 299            | 5              | 8     | 8     |

| Ordre | Artiste            | Titre                  | Jury (50%) | Télévote (50%) | Télévote (50%) | Total | Place |
| Ordre | Artiste            | Titre                  | Jury (50%) | Voix           | Points         | Total | Place |
| ----- | ------------------ | ---------------------- | ---------- | -------------- | -------------- | ----- | ----- |
| 1     | Halummi            | The Flame              | 6          | 427            | 5              | 11    | 5     |
| 2     | Noy                | Just Take Me on a Date | 10         | 1 019          | 12             | 22    | 2     |
| 3     | Jokūbas Jankauskas | Far Away               | 8          | 633            | 8              | 16    | 3     |
| 4     | Petunija           | Į saldumą              | 12         | 863            | 10             | 22    | 1     |
| 5     | Freya Alley        | Lalala                 | 4          | 476            | 6              | 10    | 6     |
| 6     | Káro               | Love Bug               | 5          | 349            | 4              | 9     | 7     |
| 7     | Vilija             | Liesti negalima        | 7          | 610            | 7              | 14    | 4     |
| 8     | Tomas Dirgėla      | Pašok                  | 3          | 236            | 3              | 6     | 8     |

| Ordre | Artiste          | Titre           | Jury (50%) | Télévote (50%) | Télévote (50%) | Total | Place |
| Ordre | Artiste          | Titre           | Jury (50%) | Voix           | Points         | Total | Place |
| ----- | ---------------- | --------------- | ---------- | -------------- | -------------- | ----- | ----- |
| 1     | Amari            | Sirens Call     | 3          | 426            | 5              | 8     | 7     |
| 2     | Thomas G         | Highest Goals   | 2          | 540            | 6              | 8     | 8     |
| 3     | Queens of Roses  | Taip!           | 7          | 544            | 7              | 14    | 4     |
| 4     | Gøya             | After Storm     | 10         | 1 220          | 10             | 20    | 2     |
| 5     | Hansanova        | Leilydo         | 4          | 304            | 3              | 7     | 9     |
| 6     | Meidė            | Gyvatės         | 5          | 424            | 4              | 9     | 5     |
| 7     | Gebrasy          | Whole           | 12         | 742            | 8              | 20    | 1     |
| 8     | Indrė & Laimonas | Namo            | 6          | 272            | 2              | 8     | 6     |
| 9     | Black Biceps     | Visaip man reik | 8          | 2 868          | 12             | 20    | 3     |

| Ordre | Artiste     | Titre                  | Jury (50%) | Télévote (50%) | Télévote (50%) | Total | Place |
| Ordre | Artiste     | Titre                  | Jury (50%) | Voix           | Points         | Total | Place |
| ----- | ----------- | ---------------------- | ---------- | -------------- | -------------- | ----- | ----- |
| 1     | Siga        | Walking with My Shadow | 2          | 344            | 3              | 5     | 9     |
| 2     | Ustin       | You're the One         | 5          | 672            | 5              | 10    | 6     |
| 3     | Godo Yorke  | <3 neparodai           | 4          | 252            | 2              | 6     | 8     |
| 4     | Joseph June | Ko man nesakei         | 3          | 711            | 6              | 9     | 7     |
| 5     | Amoralu     | Freedom                | 10         | 820            | 7              | 17    | 2     |
| 6     | Katarsis    | Tavo akys              | 12         | 2 507          | 12             | 24    | 1     |
| 7     | Liepa       | Ar mylėtum             | 7          | 2 218          | 10             | 17    | 3     |
| 8     | Mario Junes | Bury Me                | 6          | 573            | 4              | 10    | 5     |
| 9     | The Ditties | Zui zu bi              | 8          | 1 254          | 8              | 16    | 4     |

| Ordre | Artiste            | Titre                   | Jury (50%) | Télévote (50%) | Télévote (50%) | Total | Place |
| Ordre | Artiste            | Titre                   | Jury (50%) | Voix           | Points         | Total | Place |
| ----- | ------------------ | ----------------------- | ---------- | -------------- | -------------- | ----- | ----- |
| 1     | Donata             | Empower                 | 6          | 283            | 5              | 11    | 5     |
| 2     | Matas Ligeika      | Saulė                   | 10         | 470            | 7              | 17    | 3     |
| 3     | Ieva Zasimauskaitė | Don't You Ever Leave Me | 7          | 635            | 8              | 15    | 4     |
| 4     | Matt Len           | Not Alone               | 5          | 290            | 6              | 11    | 6     |
| 5     | Ofelija            | Širdelė                 | 4          | 121            | 3              | 7     | 7     |
| 6     | Sun Francisco      | Atsimerkt               | 3          | 125            | 4              | 7     | 8     |
| 7     | Justinas           | Alright                 | 2          | 104            | 2              | 4     | 9     |
| 8     | Sophie Ali         | The Bluest Bell         | 8          | 1 271          | 10             | 18    | 2     |
| 9     | Lion Ceccah        | Drobė                   | 12         | 1 993          | 12             | 24    | 1     |

### Finale
La finale est diffusée le samedi 15 février 2025. Lors du premier tour, les trois chansons arrivées en tête se qualifient pour le second, où le public les départage.
- Chanson qualifiée pour le scond tour
- Dernière place
- Première place
- Deuxième place
- Troisième place

| Ordre | Artiste             | Titre                  | Jury (50%) | Jury (50%) | Télévote (50%) | Télévote (50%) | Total | Place |
| Ordre | Artiste             | Titre                  | Jury (50%) | Jury (50%) | Voix           | Points         | Total | Place |
| ----- | ------------------- | ---------------------- | ---------- | ---------- | -------------- | -------------- | ----- | ----- |
| 1     | Noy                 | Just Take Me on a Date | 15         | 0          | 589            | 0              | 0     | 12    |
| 2     | Gøya                | After Storm            | 77         | 6          | 2 389          | 5              | 11    | 6     |
| 3     | Liepa               | Ar mylėtum             | 79         | 7          | 6 964          | 7              | 14    | 3     |
| 4     | Gebrasy             | Whole                  | 38         | 0          | 659            | 2              | 2     | 11    |
| 5     | Amoralu             | Freedom                | 79         | 8          | 2 298          | 4              | 12    | 5     |
| 6     | Anyanya             | Running Out of Time    | 68         | 3          | 3 046          | 6              | 9     | 7     |
| 7     | Justė Baradulinaitė | Tired                  | 40         | 1          | 915            | 1              | 2     | 10    |
| 8     | Katarsis            | Tavo akys              | 120        | 12         | 10 714         | 12             | 24    | 1     |
| 9     | Petunija            | Į saldumą              | 69         | 4          | 180            | 0              | 4     | 8     |
| 10    | Sophie Ali          | The Bluest Bell        | 68         | 3          | 1 726          | 3              | 6     | 9     |
| 11    | Lion Ceccah         | Drobė                  | 113        | 10         | 7 964          | 10             | 20    | 2     |
| 12    | Black Biceps        | Visaip man reik        | 70         | 5          | 6 993          | 8              | 13    | 4     |

Se qualifient donc pour le second tour Liepa, Katarsis et Lion Ceccah, tous avec une chanson en lituanien.
| Ordre | Artiste     | Titre      | Voix   | %      | Place |
| ----- | ----------- | ---------- | ------ | ------ | ----- |
| 1     | Katarsis    | Tavo akys  | 15 889 | 47,01% | 1     |
| 2     | Liepa       | Ar mylėtum | 6 655  | 19,69% | 3     |
| 3     | Lion Ceccah | Drobė      | 11 255 | 33,30% | 2     |

La compétition s'achève donc sur la victoire de Katarsis, qui représentent donc le pays à l'Eurovision avec la chanson Tavo akys.

## À l'Eurovision
La Lituanie participe à la première moitié de la seconde demi-finale, le jeudi 15 mai 2025. Lors de cette demi-finale, elle se qualifie, arrivant 6e avec 106 poinrs. Lors de la finale du 17 mai, elle se classe 16e avec 96 points.